# Shannon Leto
Shannon Christopher Leto (Bossier City, 9 marzo 1970) è un batterista, attore e fotografo statunitense, membro fondatore del gruppo musicale statunitense Thirty Seconds to Mars.

## Biografia
Shannon Leto nasce a Bossier City, in Louisiana, in una famiglia di origini francesi. Leto inizia a suonare la batteria da autodidatta all'età di 8 anni ed attualmente è il batterista dei Thirty Seconds to Mars, una band che si è formata nel 1998 e in cui milita anche suo fratello, l'attore Jared Leto, come cantante.
Nel 1999 ha anche collaborato come batterista in due canzoni (Drop That Baby e Let's Go All The Way) dei Wondergirls, una sorta di super-gruppo formato da Scott Weiland (Stone Temple Pilots), Ian Astubury (The Cult), Jay Gordon (Orgy) e Mark McGrath (Sugar Ray), scioltosi nel 2000.
I batteristi preferiti di Leto sono, tra gli altri, John Bonham, Stewart Copeland, Keith Moon, Nick Mason e Lars Ulrich; a tutti questi Leto attribuisce influenze sul suo stile.
Inoltre disse che preferisce suonare in maniera più organica come negli ultimi album della band, e non come le sperimentazioni elettroniche dell'album 30 Seconds to Mars.
Bob Ezrin, produttore dell'album, dichiarò:
Leto descrive la musica dei Thirty Seconds to Mars come avente la grandiosità dei Pink Floyd e
l'energia dei The Sex Pistols. Altre influenze musicali sono attribuite da Leto ai
The Cure, ai primi due album dei Metallica, ai Led Zeppelin, ai
The Who, ai primi The Police e agli Steely Dan.
Occasionalmente lavora anche come attore; inizialmente apparve in alcuni episodi della serie My So-Called Life con il fratello Jared, prima di formare i Thirty Seconds to Mars assieme al bassista Matt Wachter. Inoltre è interessato alla scrittura (ha recentemente dichiarato di aver scritto, in collaborazione con un suo amico, una sceneggiatura per una serie televisiva per una rete via cavo americana) ed è un fotografo professionista (ha curato il primo booklet del primo album dei Thirty Seconds to Mars).
Saltuariamente appare come ospite nelle esibizioni di un gruppo di percussionisti, gli Street Drum Corps. Nel 2007 fu il batterista headliner del Taste of Chaos tour.

## Strumentazione
Batteria:  Sonor SQ2
- 8" x 7" Tom
- 10" x 7.5" Tom
- 12" x 8" Tom
- 14" x 9" Tom
- 16" x 16" Timpano
- 18" x 16" Timpano
- 14" x 6" Rullante
- 13" x 5" Rullante
- 20" x 20" Grancassa

 Pelli: 
- Tutte Remo Pin Stripe

 Piatti:  Sabian
- 14" AA Mini-Chinese
- 12" AAX China Splash Proto
- 10" Vault Chopper
- 10" AAX Splash
- 14" AAXCellerator Hat
- 20" AAX Stage Crash
- 19" AAXTreme Crash
- 19" AAXTreme China
- 20" HHX Groove Ride

 Bacchette:  Vic Firth 5AN (lunghezza 16", diametro 0.565")
 Hardware:  Tama Iron Cobra II
 Pedali:  Doppio, Drum Workshop 8000
 Elettronica:  Roland 8 e Roland TD20

## Discografia
Album in studio
- 2002 – 30 Seconds to Mars
- 2005 – A Beautiful Lie
- 2009 – This Is War
- 2013 – Love, Lust, Faith and Dreams
- 2018 – America
- 2023 – It's the End of the World but It's a Beautiful Day

## Filmografia

### Cinema
- Prefontaine, regia di Steve James (1997)
- Sol Goode, regia di Danny Comden (2001) - non accreditato
- Fuga da Seattle (Highway), regia di James Cox (2002)

### Televisione
- My So-Called Life - serie TV, episodi 1x07-1x12 (1994)